# خوسيه لويس آبلان
خوسيه لويس آبلان (بالإسبانية: José Luis Abellán) فيلسوف إسباني ولد في مدريد عام 1933 وتخرج من جامعتها دكتورًا في الفلسفة عام 1960. درس في جامعات بورتوريكو وأرلندا وإسبانيا، وهو نائب رئيس نادي اليونسكو في إسبانيا. وقد أشرف على مشروع في ثلاث حلقات عن التاريخ النقدي للفكر الاسباني. فكره الفلسفي تشرطه المفارقة المركزية للعالم المعاصر: عقلانية الوسائل ولاعقلانية الغايات.

## من مؤلفاته
- الفلسفة الإسبانية في أميركا (1997).
- الثقافة في أوروبا (1971).
- الأسطورة والثقافة (1971).
- الصناعة الثقافية في إسبانيا (1975).
- التاريخ النقدي للفكر الإسباني (1979).[4]